# Primera División (Schach) 1979
Die Primera División (Schach) 1979 war die höchste Spielklasse der 23. spanischen Mannschaftsmeisterschaft im Schach und wurde mit zehn Mannschaften ausgetragen. Meister wurde die Mannschaft von UGA Barcelona, während der Titelverteidiger UD Las Palmas als Tabellenletzter absteigen musste. Aus der Segunda División waren CA Caja de Ahorros Málaga und CA Gambito Valencia aufgestiegen. Beide Aufsteiger erreichten den Klassenerhalt, neben UD Las Palmas stieg CA Caja Insular de Ahorros ab.
Zu den Mannschaftskadern siehe Mannschaftskader der Primera División (Schach) 1979.

## Modus
Die zehn teilnehmenden Mannschaften spielten ein einfaches Rundenturnier, die beiden Letzten stiegen ab und wurden durch die beiden Ersten der Segunda División ersetzt. Gespielt wurde an vier Brettern, über die Platzierung entschied zunächst die Anzahl der Brettpunkte (ein Punkt für einen Sieg, ein halber Punkt für ein Remis, kein Punkt für eine Niederlage), anschließend die Anzahl der Mannschaftspunkte (zwei Punkte für einen Sieg, ein Punkt für ein Unentschieden, kein Punkt für eine Niederlage).

## Termine und Spielort
Das Turnier wurde vom 8. bis 16. September in Torre del Mar ausgetragen.

## Saisonverlauf
UGA Barcelona war eine Klasse für sich und stand schon vor der letzten Runde als Meister fest. Auch der Abstieg des Vorjahresmeisters UD Las Palmas war vorzeitig besiegelt, während drei weitere Mannschaften vor der Schlussrunde abstiegsgefährdet waren. CA Caja Insular de Ahorros hätte sich mit einem 3:1 gegen CA Peña Rey Ardid Bilbao aus eigener Kraft retten können, gewann aber nur 2,5:1,5 und musste damit Bilbao den Vortritt lassen. Asociación Barcinona benötigte damit mindestens ein 2:2 gegen CE Olot für den Klassenerhalt und erreichte dies auch.

## Abschlusstabelle
| Pl. | Verein                        | Sp | G | U | V | Brett-P.  | Mannsch.-P. |
| --- | ----------------------------- | -- | - | - | - | --------- | ----------- |
| 01. | UGA Barcelona                 | 9  | 7 | 2 | 0 | 25,0:11,0 | 16:2        |
| 02. | CE Vulcà Barcelona            | 9  | 5 | 3 | 1 | 20,5:15,5 | 13:5        |
| 03. | CA Caja de Ahorros Málaga (N) | 9  | 3 | 5 | 1 | 19,5:16,5 | 11:7        |
| 04. | CA Gambito Valencia (N)       | 9  | 2 | 6 | 1 | 19,5:16,5 | 10:8        |
| 05. | CE Terrassa                   | 9  | 2 | 4 | 3 | 18,5:17,5 | 8:10        |
| 06. | CE Olot                       | 9  | 2 | 4 | 3 | 18,5:17,5 | 8:10        |
| 07. | CA Peña Rey Ardid Bilbao      | 9  | 1 | 5 | 3 | 16,0:20,0 | 7:11        |
| 08. | Asociación Barcinona          | 9  | 1 | 3 | 5 | 16,0:20,0 | 5:13        |
| 09. | CA Caja Insular de Ahorros    | 9  | 3 | 2 | 4 | 15,5:20,5 | 8:10        |
| 10. | UD Las Palmas (M)             | 9  | 0 | 4 | 5 | 11,0:25,0 | 4:14        |

### Entscheidungen
|     | spanischer Mannschaftsmeister: UGA Barcelona                                 |
|     | Absteiger in die Segunda División: CA Caja Insular de Ahorros, UD Las Palmas |
| (M) | Titelverteidiger                                                             |
| (N) | Vorjahresaufsteiger                                                          |

### Kreuztabelle
| Ergebnisse | Ergebnisse                | 01. | 02. | 03. | 04. | 05. | 06. | 07. | 08. | 09. | 10. |
| ---------- | ------------------------- | --- | --- | --- | --- | --- | --- | --- | --- | --- | --- |
| 01.        | UGA Barcelona             |     | 3½  | 2   | 2½  | 2½  | 3   | 2   | 3   | 2½  | 4   |
| 02.        | CE Vulcà Barcelona        | ½   |     | 2   | 2   | 3   | 2   | 3   | 3   | 2½  | 2½  |
| 03.        | CA Caja de Ahorros Málaga | 2   | 2   |     | 2   | 2   | 1   | 3   | 2½  | 2   | 3   |
| 04.        | CA Gambito Valencia       | 1½  | 2   | 2   |     | 2   | 2   | 2   | 2½  | 3½  | 2   |
| 05.        | CE Terrassa               | 1½  | 1   | 2   | 2   |     | 2½  | 2   | 2   | 1½  | 4   |
| 06.        | CE Olot                   | 1   | 2   | 3   | 2   | 1½  |     | 2   | 2   | 1½  | 3½  |
| 07.        | CA Peña Rey Ardid Bilbao  | 2   | 1   | 1   | 2   | 2   | 2   |     | 2½  | 1½  | 2   |
| 08.        | Asociación Barcinona      | 1   | 1   | 1½  | 1½  | 2   | 2   | 1½  |     | 3½  | 2   |
| 09.        | Caja Insular de Ahorros   | 1½  | 1½  | 2   | ½   | 2½  | 2½  | 2½  | ½   |     | 2   |
| 10.        | UD Las Palmas             | 0   | 1½  | 1   | 2   | 0   | ½   | 2   | 2   | 2   |     |

## Die Meistermannschaft
| 1.            | UGA Barcelona |
| Schachfiguren | Arturo Pomar Salamanca, Francisco Javier Ochoa de Echagüen, José Luis Fernández García, Guillermo Buxadé Roca, Ricardo Lluís Brusi Noguera. |